# Comuna Bîrlădeni, Ocnița
Comuna Bîrlădeni este o comună din raionul Ocnița, Republica Moldova. Este formată din satele Bîrlădeni (sat-reședință), Paladea și Rujnița.

## Geografie
Comuna Bîrlădeni are o suprafață totală de 54,33 kilometri pătrați, cu un perimetru de 32,66 km. Din componența comunei fac parte 3 localități: Paladea, Rujnița, Bîrlădeni. Bîrlădeni este așezat pe cursul de sus al rîului Ciuhur, într-o regiune de șes și mici coline. Distanța directă pîna în orașul Ocnița este de 16 km. Distanța directă pîna în orașul Chișinău este de 202 km.

## Demografie
Conform datelor recensământului din 2014, populația la nivelul comunei Bîrlădeni constituia 2 569 de oameni, dintre care 46,0% - bărbați și 54,0% - femei. În comuna Bîrlădeni au fost înregistrate 1 031 de gospodării casnice în anul 2014.
La recensământul din 2004 populația la nivelul comunei Bîrlădeni constituia 2591 de oameni, dintre care 46,20% - bărbați și 53,80% - femei. Compoziția etnică a populația comunei: 41,99% - moldoveni, 53,57% - ucraineni, 2,93% - ruși, 0,31% - găgăuzi, 0,46% - bulgari, 0,23% - țigani, 0,50% - alte etnii. În comuna Bîrlădeni au fost înregistrate 976 de gospodării casnice în anul 2004, iar mărimea medie a unei gospodării era de 2,7 persoane.

## Administrație și politică
Primarul este Marina Varzari (politician independent), realeasă în noiembrie 2023.
Componența Consiliului local Bîrlădeni (11 consilieri), ales la 5 noiembrie 2023, este următoarea:
|  | Partid                                       | Consilieri | Componență | Componență | Componență | Componență | Componență | Componență | Componență |
|  | -------------------------------------------- | ---------- | ---------- | ---------- | ---------- | ---------- | ---------- | ---------- | ---------- |
|  | Partidul Socialiștilor din Republica Moldova | 7          |            |            |            |            |            |            |            |
|  | Partidul Comuniștilor din Republica Moldova  | 3          |            |            |            |            |            |            |            |
|  | Partidul Acțiune și Solidaritate             | 1          |            |            |            |            |            |            |            |